# フラン・バスケス

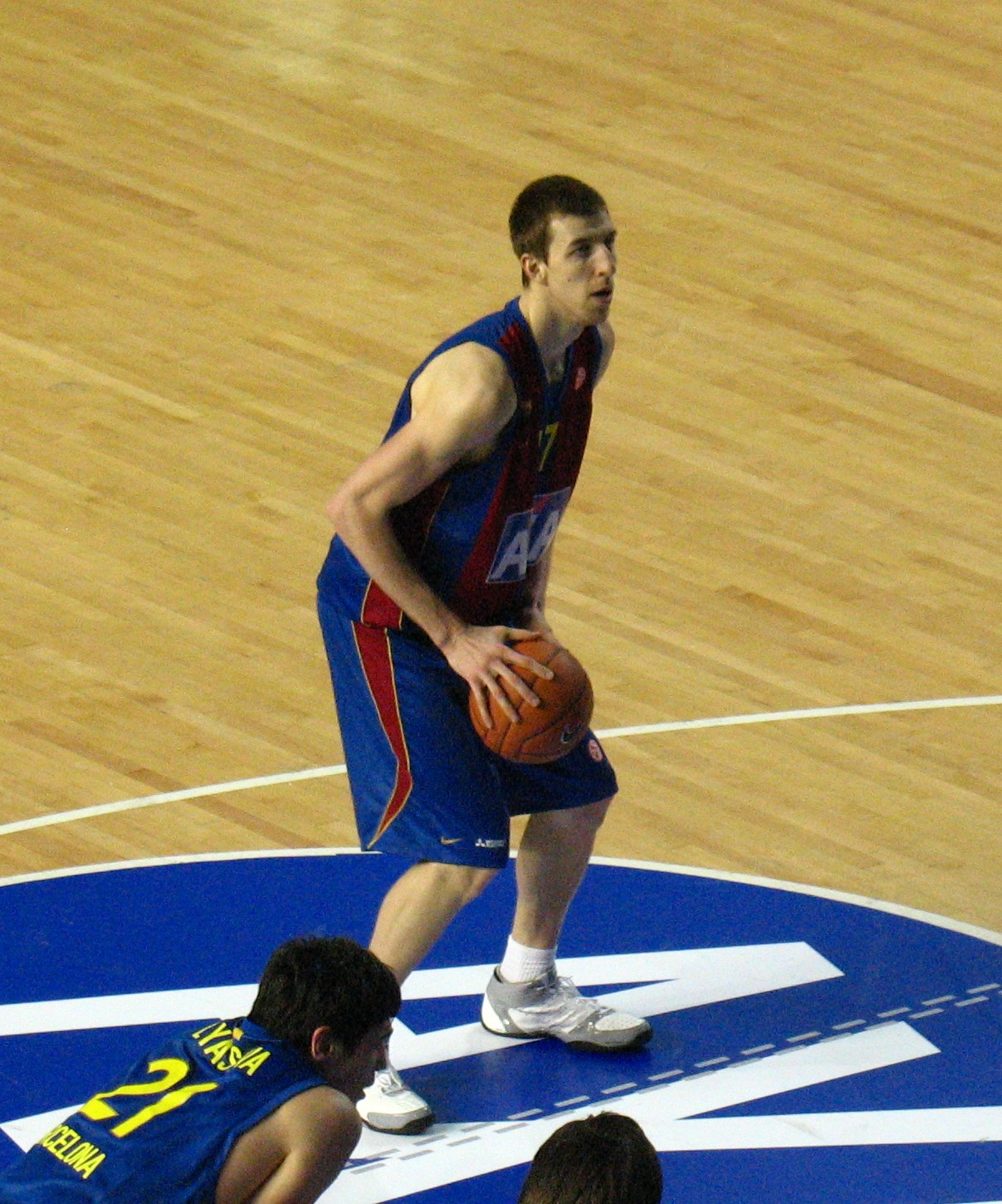
2008年2月、フリースローを放つバスケス

フラン・バスケス（Fran Vazquez）ことフランシスコ・バスケス・ゴンサレス（Francisco Vázquez González、1983年5月1日 - ）は、スペインのプロバスケットボール選手。スペイン男子プロバスケットボールリーグ1部リーガACBのCBマラガ所属。ガリシア州ルーゴ県チャンターダ出身。ポジションはパワーフォワード。209cm、109kg。

## 来歴
14歳までサッカーのゴールキーパーだったが、身長が198cmだったこともありバスケットボールに転向。
2002年、U-20欧州選手権で2位。
2005年8月27日、2005ユーロバスケットのvsフランス戦でスペインA代表デビュー。